# Nangnim-gun
Nangnim-gun (koreanska: 랑림군) är en kommun i Nordkorea.   Den ligger i provinsen Chagang, i den centrala delen av landet, 230 km nordost om huvudstaden Pyongyang.